# Formula
Una formula (dal latino formula diminutivo di forma: modo, norma, regola) è un'espressione matematica utilizzata per esprimere in maniera concisa ed inequivocabile le relazioni quantitative.

## Descrizione
Una formula stabilisce un procedimento di calcolo combinando due o più grandezze mediante l'uso di opportuni operatori. Il linguaggio utilizzato nelle formule è quindi quello della matematica, che, per conferire generalità ai propri enunciati, si serve di simboli al posto di numeri.

## Nelle discipline scientifiche

### Matematica
Molte delle formule utilizzate più frequentemente sono uguaglianze o disuguaglianze. Esempi ben noti sono:
- In algebra lo sviluppo del quadrato di un binomio: (a+b)2 = a2+b2+2ab
- In geometria l'espressione dell'area (A) di un triangolo essendo dati i lati (a,b,c) (nota come formula di Erone):

{\displaystyle \mathrm {A} ={\sqrt {p\left(p-a\right)\left(p-b\right)\left(p-c\right)}}},
ove con p si intende il semiperimetro. 
- In economia la formula del montante ad interesse composto: {\displaystyle \ M_{n}=C(1+i)^{n}} , in cui C è il capitale di partenza, i il tasso d'interesse, M il capitale montante e n il numero di anni.

Ci sono metodi diversi per ottenere una formula. È possibile per esempio partire da presupposti fondamentali (assiomi) per dedurne logicamente conseguenze esprimibili con formule. È anche possibile ricavare una formula dall'osservazione di dati ottenuti sperimentalmente, o dalla valutazione sistematica di informazioni con i metodi della statistica; in questo caso si parla di formula empirica.

### Chimica
In chimica la formula è semplicemente una sequenza codificata di abbreviazioni. Il caso più tipico è costituito dalla chimica, dove le abbreviazioni indicano gli elementi che concorrono alla formazione di un composto, per esempio H2O, formula chimica dell'acqua, in cui H indica l'idrogeno e O l'ossigeno.